# Formica pressilabris
Formica pressilabris es una especie de hormiga del género Formica, familia Formicidae. Fue descrita científicamente por Nylander en 1846.
Se distribuye por Armenia, Georgia, Mongolia, Turquía, Albania, Andorra, Austria, Bielorrusia, Bélgica, Bulgaria, República Checa, Dinamarca, Estonia, Finlandia, Francia, Alemania, Hungría, Letonia, Lituania, Luxemburgo, Países Bajos, Noruega, Polonia, Rumanía, Rusia, Eslovaquia, Eslovenia, España, Suecia, Suiza y Ucrania. Se ha encontrado a elevaciones de hasta 2250 metros. Vive en microhábitats como estanques y montículos.